# Anton Šuštar
Anton Šuštar, slovenski rezbar, samouki slikar in glasbenik, * 2. junij 1893, Mengeš, + 17. november 1977, Mengeš.

## Delo
Šuštar se je rodil v Mengšu, kjer je tudi umrl. Kot rezbar je rezljal razpela, največ pa jaslice. V Mengšu in okolici je več njegovih pokrajinskih, nabožnih in drugih oljnih slik na platnu in lesu. V mlajših letih je po predlogal naslikal tudi nekaj banderskih slik na platno.